# Portrait (He Knew)
Portrait (He Knew) è un singolo della rock band Kansas  pubblicato nel 1977. È incluso nel quinto album della band, intitolato Point of Know Return.

## Il testo
Il brano parla di un uomo saggio che, essendo molto lungimirante, non viene creduto, e anzi viene ritenuto pazzo da quelli che lo conoscono ed emarginato dalla società, rifacendosi al racconto del Mito della caverna.